# Villa Santa Lucia
Villa Santa Lucia är en ort och kommun i provinsen Frosinone i regionen Lazio i Italien. Kommunen hade 2 605 invånare (2018).